# Gerhard Tersteegen
Gerhard Tersteegen (Moers, 25 de noviembre de 1697 - Mülheim an der Ruhr, 3 de abril de 1769) fue un poeta místico alemán.

## Biografía

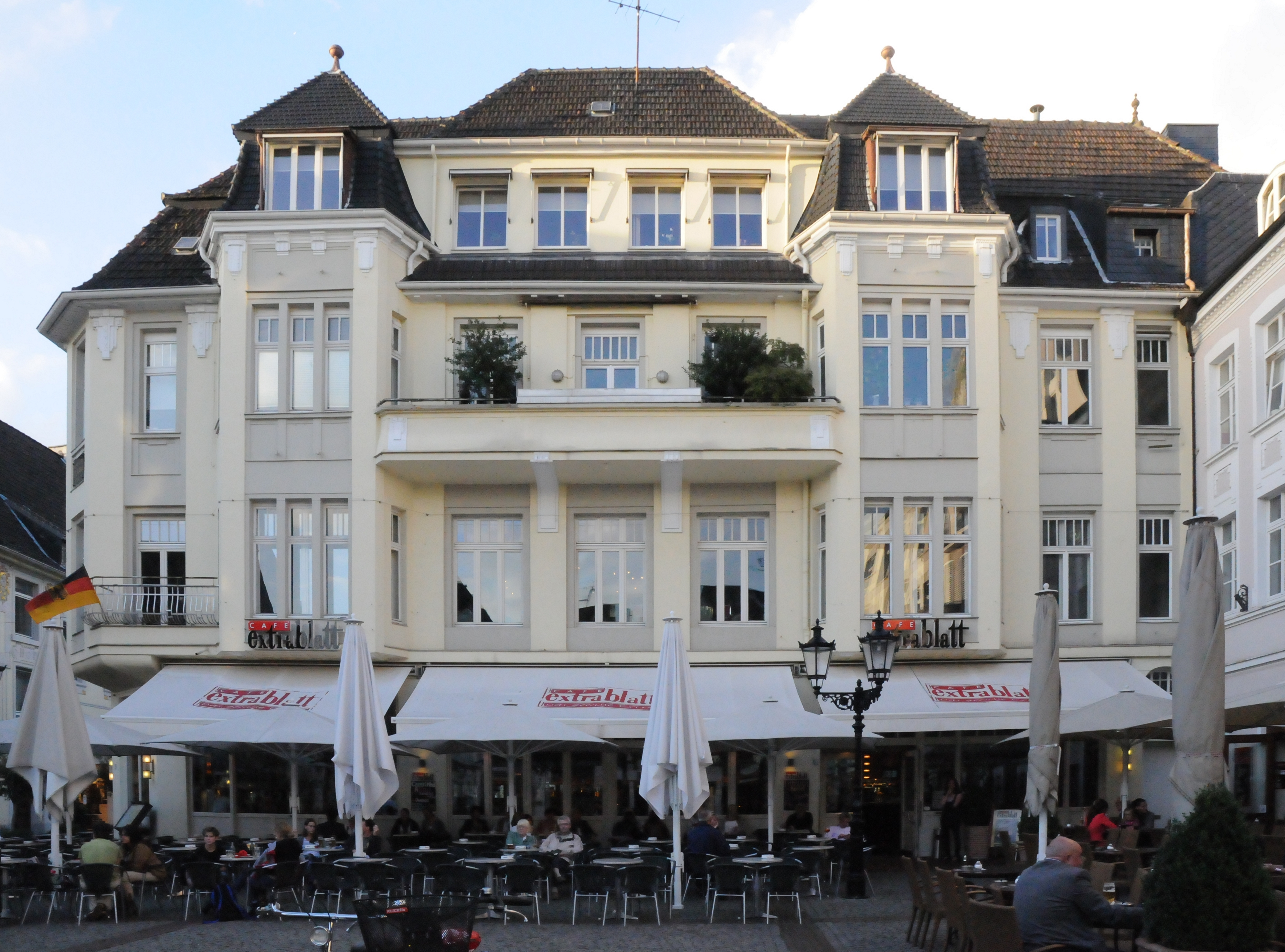
Vivienda natal de Tersteegen en Moers.

Influido por las doctrinas místicas de Jean de Labadie, no pudo abrazar el estado eclesiástico a causa de la pobreza en que vivía, y vivió como obrero cintero en Mülheim an den Ruhr hasta que en 1728 pudo dedicarse por entero a la literatura religiosa, al propio tiempo que predicaba en algunos centros de piedad.
Entre sus escritos, destacan:
- Geistliches Blumengärtlein. (Fráncfort y Leipzig, 1729).
- Auserlesene Lebensbeschreibungen heiliger Seelen. (1733-53)
- Gebele.
- Briefe. (Solingen, 1773-75)

Tersteegen es el poeta místico más notable de la iglesia reformada alemana, solo inferior a Joachim Neander. De sus cánticos, rebosantes de sagrada unción y verdadera piedad, pero de elevado optimismo, los más conocidos son: 
- Gott ist gegenwärtig.
- Jauchset ihr Himmel, frohloxket ihr englischen Chöre.
- Siegesfürst und Ehrekönig.
- Nun sich der Taggendet.

En Stuttgart (1844-45) se publicó una colección de sus escritos en ocho volúmenes.